# Siegfried Grundmann

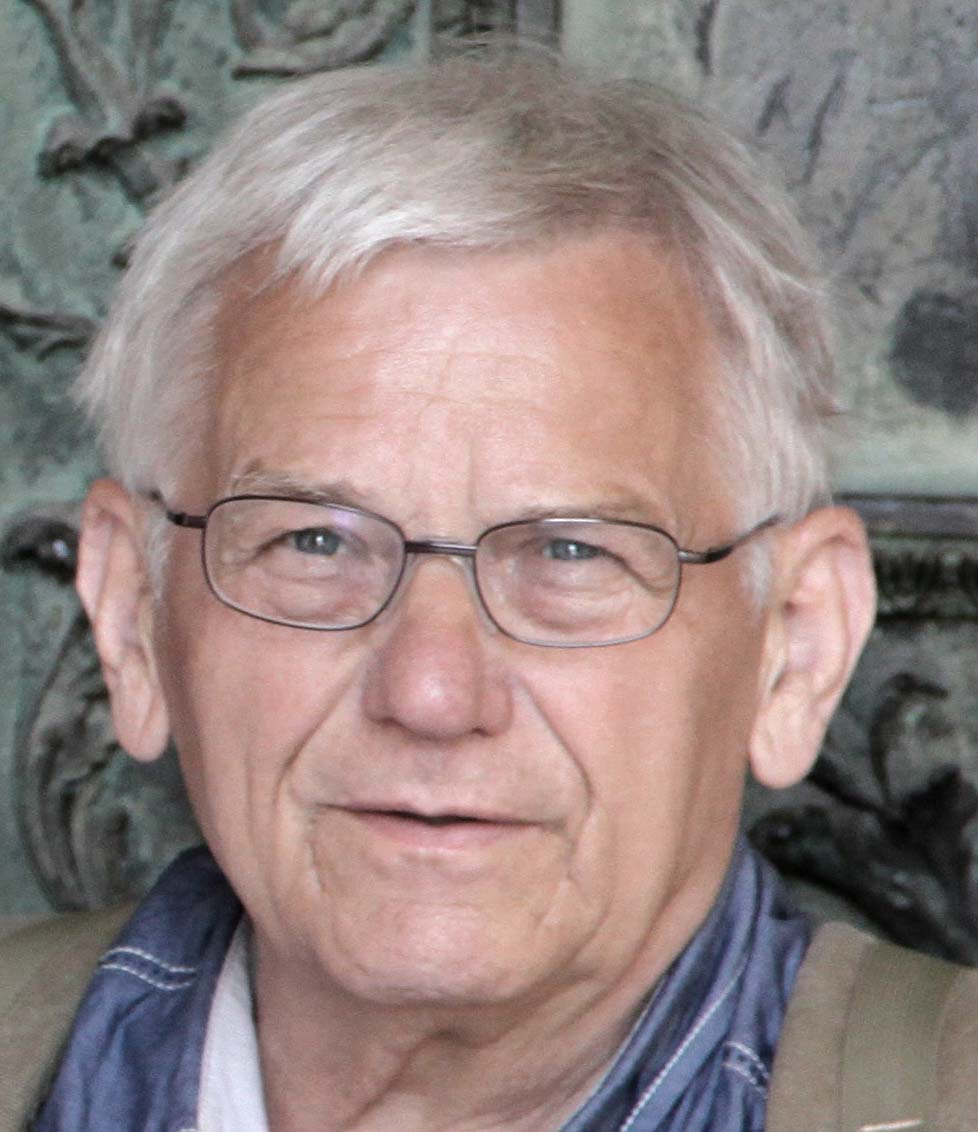
Siegfried Grundmann

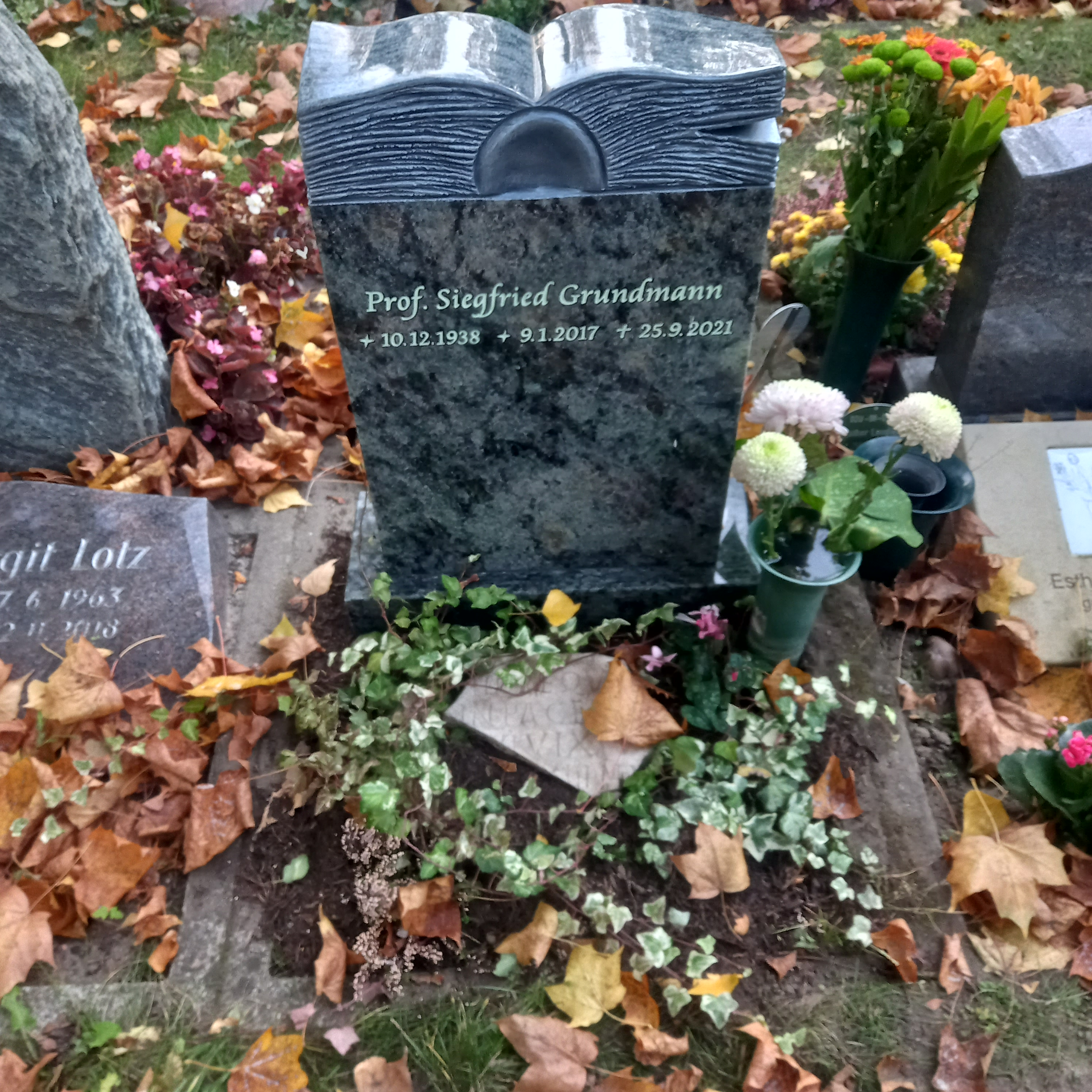
Das Grab von Siegfried Grundmann auf dem Sophienfriedhof in Berlin

Siegfried Grundmann (* 10. Dezember 1938 in Lauenhain, Sachsen; † 25. September 2021 in Berlin) war ein deutscher Soziologe und Historiker.
Er forschte und publizierte ab Mitte der 1970er Jahre zu Sozialstruktur, Regional- und Stadtsoziologie und Migration; ab den 1990er Jahren erfolgte eine Hinwendung zu Themen der Wissenschaftsgeschichte (Albert Einstein) und der Erforschung des kommunistischen Untergrunds der 1920er und -30er Jahre.

## Leben
Siegfried Grundmann studierte Philosophie. Parallel zu seiner Assistententätigkeit an der Technischen Universität Dresden und den Forschungen auf dem Gebiet der Geschichte und Theorie von Naturwissenschaft und Technik promovierte er 1964 am Leipziger Karl-Sudhoff-Institut für Geschichte der Medizin und der Naturwissenschaften an der Karl-Marx-Universität Leipzig  mit dem Thema: „Der deutsche Imperialismus, Albert Einstein und die Relativitätstheorie“.
Von 1968 bis 1990 war er Dozent an der damaligen Akademie für Gesellschaftswissenschaften beim ZK der SED in Berlin in den Lehrstühlen/Instituten für Gesellschaftsprognostik (bis 1972) und Soziologie (dort Leiter der Forschungsgruppe „Territorium“ im Fachbereich „Sozialstruktur“).
1980 erfolgte die Berufung zum ordentlichen Professor für Soziologie.
Seine Arbeitsthemen seit Mitte der 1970er Jahre waren Sozialstruktur, Regional- und Stadtsoziologie und Migration. Hier war er Leiter von Forschungsgruppen, Mitglied von Wissenschaftlichen Räten und hat an  internationalen Kongressen und Konferenzen teilgenommen.
Als wissenschaftlicher Mitarbeiter und Leiter der Projektgruppe „Migration“ war er am Berliner Institut für Sozialwissenschaftliche Studien (BISS) von 1990 bis 1994 tätig, unterstützt durch Projektförderungen des Ministeriums für Auswärtige Angelegenheiten, des Berliner Senats und der Kommission zur Erforschung des sozialen und politischen Wandels in den neuen Bundesländern (KSPW).
Von 1996 bis 1997 war er als Gastwissenschaftler am Wissenschaftszentrum Berlin (WZB) in der Abteilung Sozialstruktur und Sozialberichterstattung (Leiter:  Wolfgang Zapf) tätig. Während dieser Zeit fertigte er eine Studie über „Die Sozialstruktur der DDR. Versuch einer Rekonstruktion auf der Basis einer 1987 durchgeführten soziologischen Untersuchung“.
Nochmals eingeladen vom Präsidenten des WZB erarbeitete er 2006 eine Studie über „Das Institut für marxistisch-leninistische Soziologie an der Akademie für Gesellschaftswissenschaften beim ZK der SED“.
Seit Ende der 1990er Jahre erfolgte die erneute Hinwendung zu Themen der Wissenschaftsgeschichte (Albert Einstein) und in Verbindung mit den Recherchen zur FBI-Akte Einsteins, die Erforschung des kommunistischen Untergrunds der 20er und 30er Jahre; parallel dazu beschäftigte er sich weiterhin mit Themen zur DDR-Soziologie.

## Schriften (Auswahl)
- Das Territorium – Gegenstand soziologischer Forschung. Dietz Verlag Berlin 1981
- Die Stadt. Gedanken über Geschichte und Funktion. Dietz Verlag Berlin 1984
- Einsteins Akte. Einsteins Jahre in Deutschland aus der Sicht der deutschen Politik. Springer-Verlag Berlin, Heidelberg, New York, Barcelona, Budapest, Hongkong, London, Mailand, Santa Clara, Singapur, Tokio 1998[2]
- Dr. Felix Bobek – Chemiker im Geheimapparat der KPD (1932 bis 1935). Karl Dietz Verlag Berlin 2004[3]
- Der Geheimapparat der KPD im Visier der Gestapo. Karl Dietz Verlag, Berlin 2008
- Die V-Leute des Gestapo-Kommissars Sattler. Hentrich & Hentrich Verlag Berlin 2010[4]
- Georg Frentzel – PG und Angehöriger der SS-Einsatzgruppe B in der UdSSR, Genosse und Mitglied der Gesellschaft für Deutsch-Sowjetische Freundschaft. NORA Verlagsgemeinschaft Berlin 2015[5]
- Einsteins von den Nazis konfisziertes Eigentum – Der lange Weg bis zur Rückgabe und Entschädigung. Springer-Verlag GmbH Deutschland 2017[6]
- Albert Einstein Dringender Appell (1932) und Kongress Das Freie Wort (1933), Eine Dokumentation. Springer-Verlag GmbH Berlin 2022[7]